# 塞尔茨河
49°59′45″N 8°1′33″E / 49.99583°N 8.02583°E

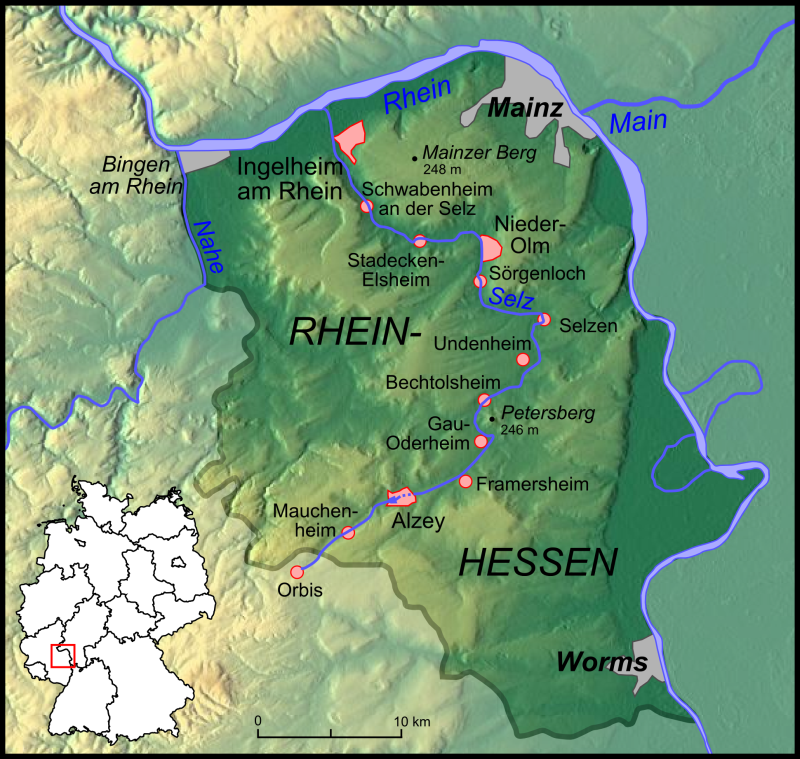

塞尔茨河（德语：Selz）是德國的河流，屬於萊茵河的支流，河道全長63公里，流域面積375平方公里，發源自唐纳山县，河口處在莱茵河畔英格尔海姆，平均流量每秒0.77立方米。

## 外部連結
- restoring Selz River （页面存档备份，存于）
- pathways along the SelzPDF（3.37 MB）